# Clytellus serratulus
Clytellus serratulus är en skalbaggsart som beskrevs av Holzschuh 1991. Clytellus serratulus ingår i släktet Clytellus och familjen långhorningar. Inga underarter finns listade i Catalogue of Life.